# Michael Baden
Dr. Michael M. Baden, född 27 juli 1934, är en amerikansk patolog, rättsläkare och författare. 
Han avlade en medicine doktorexamen vid New York University.

## Händelser
Han har varit delaktig i flera olika uppmärksammade händelser. Ett urval av dessa:
- Baden var ordförande för den kriminaltekniska patologikommissionen inom United States House Select Committee on Assassinations som etablerades av USA:s representanthus för att åter utreda attentaten på USA:s 35:e president John F. Kennedy och medborgarrättsaktivisten Martin Luther King.[1][2]
- Han var New Yorks chefsrättsläkare[1] mellan 1978 och 1979.[3]
- Baden hade delat chefsledarskap för patologi hos New York State Police.[2]

Ledande/konsulterande patolog/rättsläkare
- John Belushi[2]
- Nicole Brown Simpson[2]
- Lech Kaczyński[2][4]
- Nancy Spungen[5]
- Sid Vicious[5]
- Samlat ihop patologiska bevis mot Byron De La Beckwith.[6]
- Utfört obduktion på Aaron Hernandez.[7]
- Utfört obduktion på Michael Brown. En obeväpnad Brown sköts till döds av polis och som orsakade massiva protester och kravaller i staden Ferguson i Missouri 2014.[1][2]
- Utrett orsaken till David Carradines död på uppdrag av hans släkt. Baden kom fram till att Carradine hade inte begått självmord.[5]
- Utrett kvarlevorna från Nikolaj II av Ryssland och hans familjemedlemmar som avrättades i juli 1918.[2]
- Närvarade när rättsläkare utförde obduktion på Jeffrey Epstein och höll inte med om att det var ett självmord utan att Epstein blev istället mördad.[8]
- Utfört obduktion på George Floyd och kom fram till att denne avled av kvävning och att Floyd hade inga underliggande hälsoproblem som ledde till dennes död.[9]

Sakkunnigt vittne
- Var en del av staben för advokatkonstellationen Dream Team[10] som lyckades få O.J. Simpson friad i en av modern tids mest uppmärksammade rättegångar[11][12]. Badens medverkan var att utvärdera de rättsmedicinska bevisen.[13][14]
- Var sakkunnigt vittne som vittnade för Phil Spector vid hans mordrättegång.[15]

## Övrigt
Utöver hans karriär som patolog och rättsläkare är han även författare, där han har författat fler än 80 artiklar och böcker rörande rättsmedicin. Han och hans fru Linda Kenney Baden, som är advokat, har skrivit två deckare tillsammans. Baden syns i amerikansk TV, för både HBO och Fox News.